# Liste der Gemeinden im Landkreis Neumarkt in der Oberpfalz

Karte des Landkreises Neumarkt in der Oberpfalz

Die Liste der Gemeinden im Landkreis Neumarkt in der Oberpfalz gibt einen Überblick über die Verwaltungseinheiten des Landkreises. Es gibt 19 politische Gemeinden, von denen 16 eine eigene Verwaltung haben, und 1 Verwaltungsgemeinschaft.

## Legende
- Verwaltungseinheit: Name der Gemeinde und Angabe der Gemeindeart: Gemeinde (–), Markt (M), Stadt (St), Große Kreisstadt (GKSt) oder Name der Verwaltungsgemeinschaft. Einheitsgemeinden wie auch Verwaltungsgemeinschaften sind fett gedruckt
- Wappen: Wappen der Gemeinde
- GT: Gemeindeteile der Gemeinde. Der Wiki-Link ist mit der Gemeindegliederung der jeweiligen Gemeinde verknüpft.
- VG: Zeigt ggf. an, ob eine Gemeinde zu einer Verwaltungsgemeinschaft gehört
- Karte: Zeigt die Lage der Gemeinde im Landkreis
- Fläche: Fläche der Stadt beziehungsweise Gemeinde, angegeben in Quadratkilometer
- Einwohner: Zahl der Menschen, die in der Gemeinde beziehungsweise Stadt leben (Stand: 31. Dezember 2023[1])
- EW-Dichte: Angegeben ist die Einwohnerdichte, gerechnet auf die Fläche der Verwaltungseinheit, angegeben in Einwohner pro km2 (Stand: 31. Dezember 2023[2])
- Statistik: Link zur kommunalen Statistik des Bayerischen Landesamts für Statistik
- Website: Website der Gemeinde bzw. der Verwaltungsgemeinschaft

## Gemeinden
| Verwaltungseinheit                                | Wappen                                                 | GT | VG                        | Karte                                                                                             | Fläche in km²   | Einwohner      | Einwohner je km² | Statistik | Website |
| ------------------------------------------------- | ------------------------------------------------------ | -- | ------------------------- | ------------------------------------------------------------------------------------------------- | --------------- | -------------- | ---------------- | --------- | ------- |
| Landkreis Neumarkt in der Oberpfalz               | Wappen des Landkreises Neumarkt in der Oberpfalz       |    |                           | Der Landkreis Neumarkt in der Oberpfalz                                                           | 1344,11 (100 %) | 139277 (100 %) | 104              | [ 3 ]     | [ 4 ]   |
| Verwaltungsgemeinschaft Neumarkt in der Oberpfalz |                                                        |    | Neumarkt in der Oberpfalz | Lage der Verwaltungsgemeinschaft Neumarkt in der Oberpfalz im Landkreis Neumarkt in der Oberpfalz | 103,29 (7.7 %)  | 9699 (7 %)     | 94               |           | [ 5 ]   |
| Berching, St                                      | Wappen der Gemeinde Berching                           | 46 |                           | Lage der Gemeinde Berching im Landkreis Neumarkt in der Oberpfalz                                 | 131,18 (9.8 %)  | 9063 (6.5 %)   | 69               | [ 6 ]     | [ 7 ]   |
| Berg bei Neumarkt in der Oberpfalz                | Wappen der Gemeinde Berg bei Neumarkt in der Oberpfalz | 35 |                           | Lage der Gemeinde Berg bei Neumarkt in der Oberpfalz im Landkreis Neumarkt in der Oberpfalz       | 65,14 (4.8 %)   | 8182 (5.9 %)   | 126              | [ 8 ]     | [ 9 ]   |
| Berngau                                           | Wappen der Gemeinde Berngau                            | 8  | Neumarkt in der Oberpfalz | Lage der Gemeinde Berngau im Landkreis Neumarkt in der Oberpfalz                                  | 27,12 (2 %)     | 2627 (1.9 %)   | 97               | [ 10 ]    | [ 11 ]  |
| Breitenbrunn, M                                   | Wappen der Gemeinde Breitenbrunn                       | 34 |                           | Lage der Gemeinde Breitenbrunn im Landkreis Neumarkt in der Oberpfalz                             | 70,79 (5.3 %)   | 3600 (2.6 %)   | 51               | [ 12 ]    | [ 13 ]  |
| Deining                                           | Wappen der Gemeinde Deining                            | 31 |                           | Lage der Gemeinde Deining im Landkreis Neumarkt in der Oberpfalz                                  | 71,37 (5.3 %)   | 5394 (3.9 %)   | 76               | [ 14 ]    | [ 15 ]  |
| Dietfurt an der Altmühl, St                       | Wappen der Gemeinde Dietfurt an der Altmühl            | 37 |                           | Lage der Gemeinde Dietfurt an der Altmühl im Landkreis Neumarkt in der Oberpfalz                  | 78,79 (5.9 %)   | 6257 (4.5 %)   | 79               | [ 16 ]    | [ 17 ]  |
| Freystadt, St                                     | Wappen der Gemeinde Freystadt                          | 33 |                           | Lage der Gemeinde Freystadt im Landkreis Neumarkt in der Oberpfalz                                | 80,57 (6 %)     | 9345 (6.7 %)   | 116              | [ 18 ]    | [ 19 ]  |
| Hohenfels, M                                      | Wappen der Gemeinde Hohenfels                          | 42 |                           | Lage der Gemeinde Hohenfels im Landkreis Neumarkt in der Oberpfalz                                | 137,09 (10.2 %) | 2358 (1.7 %)   | 17               | [ 20 ]    | [ 21 ]  |
| Lauterhofen, M                                    | Wappen der Gemeinde Lauterhofen                        | 42 |                           | Lage der Gemeinde Lauterhofen im Landkreis Neumarkt in der Oberpfalz                              | 82,97 (6.2 %)   | 3760 (2.7 %)   | 45               | [ 22 ]    | [ 23 ]  |
| Lupburg, M                                        | Wappen der Gemeinde Lupburg                            | 24 |                           | Lage der Gemeinde Lupburg im Landkreis Neumarkt in der Oberpfalz                                  | 30,70 (2.3 %)   | 2568 (1.8 %)   | 84               | [ 24 ]    | [ 25 ]  |
| Mühlhausen                                        | Wappen der Gemeinde Mühlhausen                         | 24 |                           | Lage der Gemeinde Mühlhausen im Landkreis Neumarkt in der Oberpfalz                               | 36,98 (2.8 %)   | 5246 (3.8 %)   | 142              | [ 26 ]    | [ 27 ]  |
| Neumarkt in der Oberpfalz, GKSt                   | Wappen der Gemeinde Neumarkt in der Oberpfalz          | 45 |                           | Lage der Gemeinde Neumarkt in der Oberpfalz im Landkreis Neumarkt in der Oberpfalz                | 79,01 (5.9 %)   | 41255 (29.6 %) | 522              | [ 28 ]    | [ 29 ]  |
| Parsberg, St                                      | Wappen der Gemeinde Parsberg                           | 34 |                           | Lage der Gemeinde Parsberg im Landkreis Neumarkt in der Oberpfalz                                 | 57,33 (4.3 %)   | 7667 (5.5 %)   | 134              | [ 30 ]    | [ 31 ]  |
| Pilsach                                           | Wappen der Gemeinde Pilsach                            | 27 | Neumarkt in der Oberpfalz | Lage der Gemeinde Pilsach im Landkreis Neumarkt in der Oberpfalz                                  | 47,65 (3.5 %)   | 2960 (2.1 %)   | 62               | [ 32 ]    | [ 33 ]  |
| Postbauer-Heng, M                                 | Wappen der Gemeinde Postbauer-Heng                     | 10 |                           | Lage der Gemeinde Postbauer-Heng im Landkreis Neumarkt in der Oberpfalz                           | 24,65 (1.8 %)   | 8100 (5.8 %)   | 329              | [ 34 ]    | [ 35 ]  |
| Pyrbaum, M                                        | Wappen der Gemeinde Pyrbaum                            | 14 |                           | Lage der Gemeinde Pyrbaum im Landkreis Neumarkt in der Oberpfalz                                  | 50,27 (3.7 %)   | 5832 (4.2 %)   | 116              | [ 36 ]    | [ 37 ]  |
| Sengenthal                                        | Wappen der Gemeinde Sengenthal                         | 21 | Neumarkt in der Oberpfalz | Lage der Gemeinde Sengenthal im Landkreis Neumarkt in der Oberpfalz                               | 28,52 (2.1 %)   | 4112 (3 %)     | 144              | [ 38 ]    | [ 39 ]  |
| Seubersdorf in der Oberpfalz                      | Wappen der Gemeinde Seubersdorf in der Oberpfalz       | 19 |                           | Lage der Gemeinde Seubersdorf in der Oberpfalz im Landkreis Neumarkt in der Oberpfalz             | 68,29 (5.1 %)   | 5398 (3.9 %)   | 79               | [ 40 ]    | [ 41 ]  |
| Velburg, St                                       | Wappen der Gemeinde Velburg                            | 49 |                           | Lage der Gemeinde Velburg im Landkreis Neumarkt in der Oberpfalz                                  | 175,69 (13.1 %) | 5553 (4 %)     | 32               | [ 42 ]    | [ 43 ]  |